# Karla Suárez
Karla Suárez (La Habana, Cuba, 1969) é uma escritora cubana. Ela é engenheira eletrónica. 
Com Silêncios, seu primeiro romance, obteve em Espanha, em 1999, o Prémio «Lengua de Trapo de Narrativa» e foi selecionada pelo jornal El Mundo em Espanha como um dos 10 melhores escritores jovens do ano 2000. Em 2010 o romance foi adaptado para o teatro na França. Em 2013, Ecume (o conjunto coral da Universidade de Montpellier na França) é feito do romance "Soy Cubana", uma criação para o teatro musical.
Os seus romances estão publicados em vários países, incluindo Portugal. 
Publicou varias coletâneas de contos. Muitos dos seus contos figuram em antologias, bem como em revistas publicadas em Cuba, Espanha, Itália, Estados Unidos da América, França, Polônia, Reino Unido, Finlândia, Islândia e alguns países da América Latina. Em 1996, o seu conto Aniversário foi adaptado ao teatro. Em 2002, dois dos seus contos foram adaptados para a televisão cubana.
Também publicou dois livros da viagem com fotos do fotógrafo italiano Francesco Gattoni e uma coletânea de contos com fotos do fotógrafo luxemburguês Yvon Lambert. 
O seu romance Havana, ano zero obteve em França  o Prémio Carbet de la Caraïbe et du Tout-monde e o Grand Prémio do Livro Insular em 2012. 
Recebeu bolsas de criação literária em Cuba (Fundação Alejo Carpentier) e França (Centre National du Livre, l’ARPEL Aquitaine, Maison des Écrivains Étrangers et Traducteurs de Saint-Nazaire). 
Em 2007 Karla Suárez foi selecionada pelo projeto Bogotá 39, que apontou os 39 mais importantes autores latino-americanos até 39 anos, considerados pela Bogotá Capital Mundial do Livro 2007 e pelo Hay Festival.
Tem sido docente de Cursos de Escrita Criativa em Itália e França. Ele colaborou com vários jornais: El Pais, em Espanha; El informador, em Mexico.
Morou na Havana, Roma, Paris. Vive actualmente em Lisboa. A escritora coordena o Clube de Leitura no Instituto Cervantes, em Lisboa e é professora da Ecuela de Escritores em Madrid.

## Obras
Romances:
- 2002: Os Rostos do Silêncio. Portugal, Edições ASA, ISBN 972-41-2734-6 (Prémio Lengua de Trapo de Narrativa 1999 em Espanha.
- 2006: A Viajante. Portugal, Edições ASA,  ISBN 972-41-4539-5.
- 2011: Havana Ano Zero. Portugal, Edições Quetzal, ISBN 978-972-564-928-2. (Prémio Carbet de la Caraïbe et du Tout-monde, 2012 e Grand Prémio do Livro Insular2012.  
- 2017: Um lugar chamado Angola. Portugal, Porto Editora, ISBN 978-972-0-04895-0

Coletâneas de contos:
- 1999: Espuma. Cuba, Letras Cubanas, ISBN 959-10-0485-0. Colombia, Norma, 2001, ISBN 958-04-7014-6.
- 2001: Carroza para actores. Colombia, Norma, ISBN 958-04-6278-X.
- 2007: Grietas en las paredes (Fotos: Yvon Lambert). Bélgica, Husson, ISBN 978-2-916249-22-3.

Livro da viagem:
- 2007: Cuba les chemins du hasard (Fotos: Francesco Gattoni). Francia,  Le bec en l'air, ISBN 978-2-916073-26-2.
- 2014: Rome, par-delà les chemins (Fotos: Francesco Gattoni). Francia,  Editorial Le bec en l'air,  ISBN 978-2-36744-061-3